# Джерсійська порода
Джерсійська порода — порода великої рогатої худоби молочного напряму, одна з найбільш жирномолочних порід. Це давня порода корів, відома своїм жирним молоком. Виведена в Англії на острові Джерсі приблизно в кінці XVIII століття. Поширена джерсійська порода в Англії, США, Канаді, Австралії, Данії, Франції та інших країнах. В Україні худобу джерсейської породи схрещували з червоною степовою, симентальською, лебединською та іншими. Але чіткої спрямованості в селекції не було, і ця робота не набула значних масштабів.

## Опис
Масть бура до світло-рудої. Жива маса корів становить 360—440 кг, бугаїв — 600—700 кг. Середньорічний надій молока 3500 кг жирністю 5,8—6 %. Корови джерсійської породи довговічні, плодючі й довго зберігають молочну продуктивність.
Даній породі властиві невеликі роги, можуть бути взагалі відсутні. Голова маленька, з вузьким лобом та широкими очними ямками. Шия довга, зі складками. Груди вузькі. Туловище довге, плоске, з винутою спиною. Кістяк легкий, проте міцний. Кінцівки тонкі, довгі. Навколо носа світле кільце шерсті, низ тіла світліший. Бугаї мають темну лінію на спині, їх кінцівки також мають більш темне забарвлення. Висота в холці складає 120-123 см.

## Особливості
Рекордна жирність надоїв була зафіксована саме у джерсейської корови і склала 14,06%. Така якість молока відмінно підходить для отримання вершків, сметани і масла, виробництва сирів/